# Careproctus mollis
Careproctus mollis är en fiskart som beskrevs av Gilbert och Burke 1912. Careproctus mollis ingår i släktet Careproctus och familjen Liparidae. Inga underarter finns listade.